# Julius Billeter

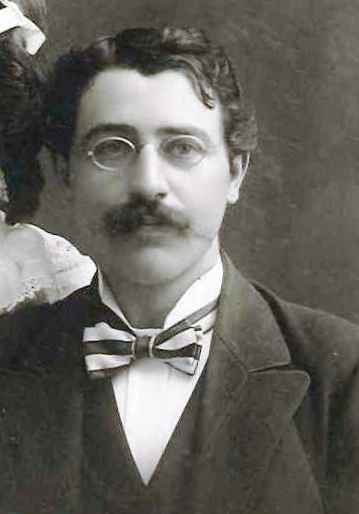
Julius Billeter, Juli 1899, Salt Lake City, Utah

Julius Billeter junior (* 14. Oktober 1869 in Igis GR; † 9. Juli 1957 St. Gallen) war ein Schweizer Genealoge.

## Leben
Billeter wurde als zweites von zehn Kindern und ältester Sohn des Julius Billeter senior (1842–1922) und der Barbara Billeter geb. Zweifel (1843–1930) geboren. Barbara Zweifel Billeter hatte sich früh als Mitglied der Kirche Jesu Christi der Heiligen der letzten Tage (Mormonen) taufen lassen; ihr Ehemann wurde erst 1882 Mormone. Sechs Wochen vor dessen Taufe wurde der 12-jährige Sohn Julius unter der Obhut eines zurückkehrenden Missionars, Ulrich Stauffer (1838–1905), nach Utah vorausgeschickt.

### Auswanderung in die USA
In dem Mormonenstaat kam Julius Billeter zuerst bei der Familie Stauffer in der Kleinstadt Willard, Box Elder County, unter, wo er auf dem Bauernhof mitarbeitete. 1883 wurde er nach Salt Lake City in die Lehre gegeben und erlernte den Beruf eines Schreiners und Sägers, für den er grosses Geschick bewies. Im Herbst 1884 kam die restliche Familie Billeter-Zweifel aus der Schweiz in Utah an.
Am 24. Juni 1891 vermählte sich Julius Billeter im Logan-Utah-Tempel der Glaubensgemeinschaft mit Marie Emilie Wilker (1873–1951), welche er bereits auf dem Schiff seiner Auswanderungsreise kennengelernt hatte. Sie wurden Eltern zweier Töchter und dreier Söhne.

### Erste Mission in der Schweiz
Keine vier Wochen nach der Geburt seiner ersten Tochter kehrte Billeter 1892 in sein Geburtsland zurück und diente während zwei Jahren in der Schweiz und Deutschland als Predigtmissionar. Seine Frau zog mit ihrer Tochter nach Paris, Bear Lake County, Idaho, wo sie bei der verwitweten Mutter bzw. Grossmutter Maria Emilie Künzlin Wilker (1842–1930) wohnten.
Im Frühling 1894 begann Billeter intensiv Familienforschung zu betreiben, um die entstandenen Namenslisten bei seiner Rückkehr nach Amerika mitnehmen zu können. Sein Ziel wurde schrittweise klar: sich der Genealogie für die Mormonen zu widmen. Die Glaubensgemeinschaft lässt spezielle Tempel bauen, worin sie heilige Riten durchführen. Um solche auch für Tote vollziehen zu können, müssen die Verstorbenen identifiziert sein, weshalb die Mormonen eifrig Familienforschung betreiben.

### Zurück in die USA
Als Billeter im Juli 1894 nach Utah zurückkehrte, war der im April 1893 eingeweihte Salt-Lake-Tempel, welcher im neugotischen Stil nach Plänen des Kirchenarchitekts Truman Osborn Angell (1810–1887) gebaut wurde, in Betrieb. Emilie Wilker Billeter, die sich als Damenschneiderin in Paris (Idaho) selbstständig gemacht hatte, zog mit ihrer Tochter wieder nach Salt Lake City zurück und die junge Familie Billeter war wieder vereint.
Im November 1894 wurde die Genealogische Gesellschaft von Utah von der Kirchenleitung ins Leben gerufen, um unter anderem den Gläubigen besser helfen zu können, die Namen ihrer Verstorbenen aus deren jeweiligen Herkunftsländern zu erhalten. Mitbegründer Billeter wurde Mitglied auf Lebenszeit in der neuen Gesellschaft.
Als Mitglied dieser Gesellschaft sah sich Billeter besser in der Lage, sein Ziel zu erreichen. Sein Grundvorschlag war, dass er Familienforschung vor Ort in der Schweiz und Süddeutschland unternehme. Unterstützung bekam er von Richard Theodor Haag (1867–1947), einem in Stuttgart geborenen Professor am damaligen Latter-day Saints‘ College in Salt Lake City. Allmählich wurden sie von anderen Kirchenführern und letztendlich von der Ersten Präsidentschaft der Kirche unterstützt.
Der Salt Lake Beobachter, eine damalige deutschsprachige Wochenzeitung in Salt Lake City, berichtete am 24. Januar 1896 von den „[…] mit Vorsicht entwickelten Plänen der Brüder [welche] von der Kirchenleitung unterstützt werden. […] Interessenten, die sich Stammlisten aus der Schweiz und Süddeutschland wünschen, werden dabei mit einer Vorauszahlung von $ 5.- pro Namensliste geholfen“. Kurz darauf ging Billeter während zwei Wochen in einige Gemeinden südlich der Hauptstadt um weitere Aufträge einzusammeln.

### Zweite Mission in der Schweiz
Im April 1896 verliess Billeter Salt Lake City um eine zweite Mission in der Schweiz und Süddeutschland zu erfüllen. Diesmal aber war das hauptsächliche Ziel, die notwendige Familienforschung zu betreiben, um Stammlisten zu produzieren. Er nahm mit einem anderen Missionar in Burgdorf Wohnsitz, beschloss jedoch das Berner Oberland als sein erstes Forschungsgebiet anzugehen. Tag für Tag erforschte er die Kirchenbücher; wenn irgendwie möglich, blieb er in einem Dorf oder in einer Stadt für drei oder vier Tage. Diverse Ortsnamen werden in seinen Briefen erwähnt: Lauterbrunnen, Zweilütschinen, Lütschental, Burglauenen, Grindelwald, Interlaken und Unterseen, aber auch Zweisimmen und Erlenbach im Simmental sowie Rüegsau, Huttwil, Kallnach, Brüttelen, Erlach, Biel usw.

### Wiederkehr nach Utah
Billeter kehrte von dieser Mission im Mai 1897 zurück. Die Deseret Evening News berichtete von seinem grossen Erfolg: er hatte mehr als 100‘000 Namen aus den alten Registern für seine Stammlisten notiert. Zum zweiten Mal kam seine Ehefrau von Paris (Idaho) nach Salt Lake City zurück, diesmal mit den zwei Töchtern. Während Billeters Aufenthalt in der Schweiz hatte Haag eine Berufung an der „Weber Stake Academy“ in Ogden, Utah, angenommen, weshalb er von der Mormonenhauptstadt weggezogen ist.
Um seine gemeinsame Arbeit mit Haag besser zu koordinieren, ist Billeter mit seiner Familie nach Ogden umgezogen; dort eröffnete seine Frau in der Hauptstrasse der Stadt ein Atelier für Damenschneiderei. Während des Ortswechsels im August 1897 waren die zwei Töchter bei der Grossmutter in Paris (Idaho). Beim Spielen auf gestapelten Baumstämmen ist die noch nicht zweijährige Tochter heruntergestürzt und infolge einer durchgestossenen Lunge im Dezember 1898 gestorben.
Billeter arbeitete eifrig an der Zusammenstellung seiner Stammlisten. Die Trennung der „Schweizerisch-Deutschen Mission“ wurde anfangs 1898 von der Kirchenleitung beschlossen: Hauptsitz der neuen Deutschen Mission wurde Hamburg, wo auch die Redaktion des deutschsprachigen Kirchenorgans, Der Stern, verlegt worden ist; Bern blieb Sitz der Schweizerischen Mission.
Schon Mitte Februar publizierte die Deseret Semi-weekly News eine Bekanntmachung der Genealogical Society of Utah, die von deren Präsidenten – Apostel Franklin D. Richards (1821–1899) – unterschrieben worden war, dass eine vorläufige Vereinbarung mit Billeter getroffen worden sei, eine weitere Familienforschungsmission in der Schweiz und Süddeutschland zu unternehmen. Einen Monat danach gab die Kirchenleitung bekannt, dass Haag als Übersetzer nach Hamburg auf Mission berufen wurde; er verliess Utah nur ein paar Wochen später. Einige Tage nach seiner Abreise zog auch die Familie Billeter weg von Ogden und liess sich wiederum in Salt Lake City nieder.

### Dritter Aufenthalt in der Schweiz
Im Juni berichtete die Zeitung, dass Billeter voraussichtlich im Herbst 1898 auf einer neuen Mission ins deutschsprachige Europa zurückkehren würde. Aus welchen Gründen auch immer verzögerte sich seine Abreise um mehrere Monate.
Im Juli 1899 hat er sich wegen einer Missionsberufung zum dritten Mal von seiner Familie verabschiedet. The Millennial Star, das Presseorgan der Kirche in England, publizierte am 10. August, dass Billeter „[…] als Agent der Genealogical Society of Utah“ angekommen sei und in erster Linie seinen Verpflichtungen bezüglich Familienforschung im deutschsprachigen Europa nachgehen würde.
Billeter wohnte in Veltheim bei Winterthur. Seine Ehefrau und ältere überlebende Tochter reisten Ende November 1900 nach. Spätestens Anfang des 20. Jahrhunderts hat er als Genealoge angefangen zu arbeiten.
Susanna Klossner Herzog (1834–1906) erteilte Billeter bereits um 1903/04 den Auftrag, Stammlisten ihrer elterlichen Familien Klossner und Wampfler von Diemtigen BE zusammenzustellen. Kurz nach Erhalt der Genealogien dieser Familien liess sie die ersten darin aufgelisteten Namen für Tempelverordnungen im Logan-Utah-Tempel bearbeiten.
Zwischen Juli 1903 und April 1909 wurden die drei Söhne der Familie Billeter-Wilker geboren. Am 7. Juni 1909 schrieb Ezra Louie Kunz (1887–1985) unmittelbar vor seiner Entlassung als Missionar Folgendes in seinem Tagebuch: „Ich habe der Tag hauptsächlich bei Billeters [in Winterthur] verbracht, [und] über Genealogie gesprochen“.
Die nächsten Jahre waren für Billeter erfolgreich. Durch seine Arbeit konnten in den Mormonentempeln wesentlich mehr heilige Verordnungen vollzogen werden.

### Rückkehr nach Salt Lake City
Doch die während der Kriegsjahre eingeschränkte, später abgebrochene Kommunikation war besonders schwierig. Mit Hilfe der Kirche war die sechsköpfige Familie Billeter Passagiere auf einem der ersten Schiffe, das nach dem Waffenstillstand von Compiègne  vom 11. November 1918 ausgelaufen ist, und kehrte nach Utah zurück.
Bald aber realisierten zahlreiche Schweizer Nachkommen früher ausgewanderten Mormonen, dass sie infolge Billeters Rückkehr in die Staaten nicht mehr genealogische Daten erhalten konnten. Mehrere Personen boten Billeter beträchtliche Vorauszahlungen an, in der Hoffnung er würde nach Europa zurückkehren.

### Erneute Mission in der Schweiz
Im November 1921 nahmen Billeter und seine Ehefrau die kirchliche Berufung einer erneuten „genealogischen Mission“ an. Sie kehrten in die Schweiz zurück und liessen sich in der Stadt St. Gallen nieder.
Bei der Gründung der Schweizerischen Gesellschaft für Familienforschung im September 1933 reihte sich Billeter unter die Gründungsmitglieder. Bei der ersten Hauptversammlung ergriff der fast 64-jährige Billeter das Wort und ermutigte die jüngeren Anwesenden zu ihrem Vorhaben.
Nach dem Zweiten Weltkrieg kehrten Billeters 1945 nach Salt Lake City zurück. Doch Emilie Billeter hatte Schwierigkeiten mit dem Nachkriegs-Amerika und hatte Sehnsucht nach den Schweizer Bergen sowie dem „Swiss way of life“. 1946 kam der 78-jährige Billeter mit seiner Gattin in die Schweiz zurück und nahm seine Familienforschung wieder auf.
Emilie Wilker Billeter starb im September 1951 in St. Gallen. Julius Billeter führte seine Forschungsarbeit weiter, zusammen mit Rosa Holzer (1897–1979), während mehr als 25 Jahren seine Sekretärin. Ein Schlaganfall warf ihn nieder, und er starb im Juli 1957 hochbetagt in St. Gallen. Den Nachlass verwaltete zunächst seine Sekretärin, Rosa Holzer. Als sie Anfang der 1970er Jahre erblindete, gelangte der Nachlass an den Berufsgenealogen Karl Marbacher (1926–2015) in Luzern, ebenfalls ein Mitglied der Mormonen-Glaubensgemeinschaft.
Andere Mormonen-Familienforscher arbeiteten in der Tradition von Billeter für ihre Glaubensgenossen, so Ernst Arm (1909–1982), Alfred Friedrich Reichen (1897–1985) und Friedrich Julius Wysard (1896–1973).

## Werk
Julius Billeter legte keine gedruckte Arbeiten vor. Er erstellte jedoch handschriftlich etwa 3.000 mehr oder weniger grosse Stammlisten Schweizer Familien nach den Kirchenbüchern. Diese wurden durch die Genealogical Society of Utah verfilmt und der Öffentlichkeit in ihren Tempeln an die Hand gegeben. Die Stammlisten flossen – sehr häufig ohne Nennung des Autors – in unzählige ungedruckte und gedruckte Genealogien Schweizer Familien ein, vor allem in den U.S.A., jedoch auch in der Schweiz. Seine Pionier-Arbeiten beeinflussten so über viele Jahrzehnte die genealogische Darstellung Schweizer Familien.
Paul-Anthon Nielson publizierte 1980 eine Untersuchung zu Billeters genealogischen Methoden und zur Logik seiner Familienrekonstruktionen. Er stellte dabei fest, dass es wesentliche Bereiche von Mängeln gibt, die konsequent Billeters Arbeiten durchziehen: Billeter zog nur Namen und Daten aus den Kirchenbüchern aus, andere dort vorfindliche Angaben ignorierte er, er wertete keine Quellen ausser den Kirchenbüchern aus, er rekonstruierte Familien auch ohne Datengrundlage und machte typischerweise die ältesten am Beginn der Kirchenbücher auftretenden Namensträger zu Brüdern. Letztlich liess er die von ihm behandelten Familien eines Namens in geradliniger, aber den Quellen nicht entsprechender Weise voneinander abstammen. 
Eine weitere intensive Beschäftigung mit Billeters Arbeiten führte Manuel Aicher zu dem Schluss, dass die genealogischen Stammlisten von Julius Billeter nur als Hinweise auf mögliche Forschungsmöglichkeiten zu werten sind, aber keinesfalls genealogischen Arbeiten zugrunde gelegt werden können.